# Dunganistan
Dunganistan és un nom inventat que fou aplicat pels historiadors occidental per designar un règim efímer que es podria qualificar d'estat, a la part meridional del Turquestan oriental o Sinkiang que va durar del 1934 al 1937. El nom deriva dels soldats dungans (barreja de hui, musulmans xinesos, i turcs, principalment uigurs) que hi van participar.
La situació a la província de Sinkiang era complexa vers 1927; Ma Tchung-ying (Ma Zhongying), un musulmà de Gansu, havia establert un petit territori semi independent a la frontera amb Gansu, nominalment sota dependència del govern nacionalista republicà de la Xina; a uns 200 km hi havia l'oasi de Komul (Hami en xinès) que el 1928 encara era un estat de fet independent governat per un vell rei (kan) de nom Maksud Shah, que representava el darrer kan autònom de l'Àsia central; Maksud va morir el 1930 molt vell i Tchin Chu-jen, el governador xinès, que retenia l'hereu com a ostatge a Ürümchi, va anunciar l'abolició del kanat i l'annexió a la Xina. Funcionaris xinesos van agafar el control de l'administració i refugiats xinesos de Gansu foren instal·lats a l'oasi. Això va crear gran agitació i el 1931, quan es va produir un rapte d'una jove musulmana per un xinès, va esclatar la revolta dels uigurs, sent dirigida per diversos caps dels quals el principal era Yulbars Khan, que va buscar l'aliança de Ma Tchung-ying contra Tchin Chu-jen. L'exèrcit de Ma era nominalment del Kuomintang però n'eren part tants membres de la família Ma o relacionats amb ella, que Yulbars Khan el va esmentar com Ma-tchia-tchün (El Meu Exèrcit Familiar).
Ma va acceptar ajudar a Yulbars i va envair Sinkiang des de la frontera de Gansu. A la tardor fou ferit i es va retirar per un moment a Gansu. La revolta tenia diversos focus entre els quals els dirigits per Khodja Niyaz i Sabit Damulla. L'abril de 1933 Tchin Chu-jen fou enderrocat per un cop d'estat dirigit pel seu cap d'estat major Cheng Chih-ts'ai, originari de la provincià de Liaoning, al nord-est de la Xina, que tenia el suport de tres mil manxús expulsats cap a Sibèria per la invasió japonesa i repatriats a Sinkiang per les autoritats soviètiques. Aquest cop d'estat fou conegut com a "Incident del 12 d'abril". Llavors la rebel·lió musulmana es va consolidar (maig) i es va formar un govern uigur islàmic a Khotan (Govern Islàmic de Khotan) dirigit pels anomenats amirs de Khotan, líders religiosos i polítics locals, que s'oposaven tant a la influència soviètica sobre el Kuomintang com al govern provincial de llengua xinesa tot i que els soldats d'aquest eren dungans (barreja de xinesos i turcs, tots de religió musulmana). Els uigurs i el govern provincial van ajustar una treva que va saltar per la matança de centenars de dungans per soldats turcs uigurs. La lluita va esclatar obertament.
L'agost de 1932 Ma va tornar al Sinkiang per ajudar els rebels uigurs; la seva cavalleria va arribar fins als afores d'Ürümchi però foren rebutjats per mercenaris russos (blancs). Mentre els uigurs manats per Yulbars Khan i Khodja Niyaz Hadjdji, ocupaven la major part del sud de Sinkiang. El 1933 Ma Tchung-ying va fer dos atacs contra Ürümchi i els uigurs aviat van controlar el terç sud del país i el 12 de novembre de 1933 es va proclamar a Kaixgar la República del Turquestan Oriental amb la xària com a llei suprema; la república tenia sis districtes: Kashgar, Khotan, Aksu, Karashar, Ürümchi i Qomel.
El nou cap del país, Cheng Chi-ts'ai, en no tenir prou suport amb els russos blancs (que estaven refugiats a la zona feia deu anys) i els manxús, va demanar ajut a la Unió Soviètica que va enviar set mil homes (gener del 1934) i van enfrontar a la cavalleria de Ma Tchung-ying amb avions i gas tòxic. El general es va haver de retirar cap a Turfan, però en comptes de retirar-se a Gansu, va intentar controlar la part sud del Sinkiang cosa que el va posar en conflicte amb els uigurs de la república del Turquestan Oriental, amb els que ja havia tingut problemes durant els atacs a Ürümchi quan les seves forces van fer incursions al sud seguint el curs del Tarim i van saquejar diverses poblacions uigurs. Ma es va retirar a Kashghar que va ocupar el 6 de febrer i va deposar el president, el hakinbek (Khan) de Khotan, Sabid Tomara, que va fugir a la ciutat de Yarkand. Ma Tchung-ying va donar el comandament al seu cunyat Ma Hu Chan (o Ma Hu-shan).
El juliol de 1934, en un moviment envoltat pel misteri, Ma Tchung-ying va travessar la frontera de la Unió Soviètica mentre el seu cunyat Ma Hu-shan ocupava tota la conca del Tarim com a "comandant de la 36 divisió del Kuomintang" i va crear a la frontera amb el Tibet un feu governat per un hui (un musulmà xinès), anomenat a posteriori l'estat del Tunganistan o Dunganistan que va durar fins a 1937 i del qual Ma Hu Chan era considerat padishah (rei) i governava com autòcrata. Durant dos anys i mig va esperar el retorn de Ma Tchung-ying de la Unión Soviètica; aquest va enviar algunes cartes que podrien ser falses, però mai va retornar; quan ja fou evident que no hi hauria retorn, com que l'hostilitat de la població era ja molt forta i l'amenaça del govern provincial de Cheng era propera, les forces de Ma Hu Chan es van dispersar; el govern provincial prosoviètic (però no comunista) va ocupar el país. Ma Hu-shan es va retirar a l'Índia Britànica des d'on va retornar a la Xina; després del triomf comunista el 1949, va dirigir després grups de guerrilla anticomunista al Kansu, però fou capturat i executat a Lanchow el 1954.
El Dunganistan fou bàsicament el domini d'un senyor de la guerra del Kansu operant en un altre territori. Entre els seus soldats hi havia xinesos musulmans (hui) i també altres que eren una barreja de hui i turc, tots musulmans, coneguts com a dungans.